# Salas de reuniões de York

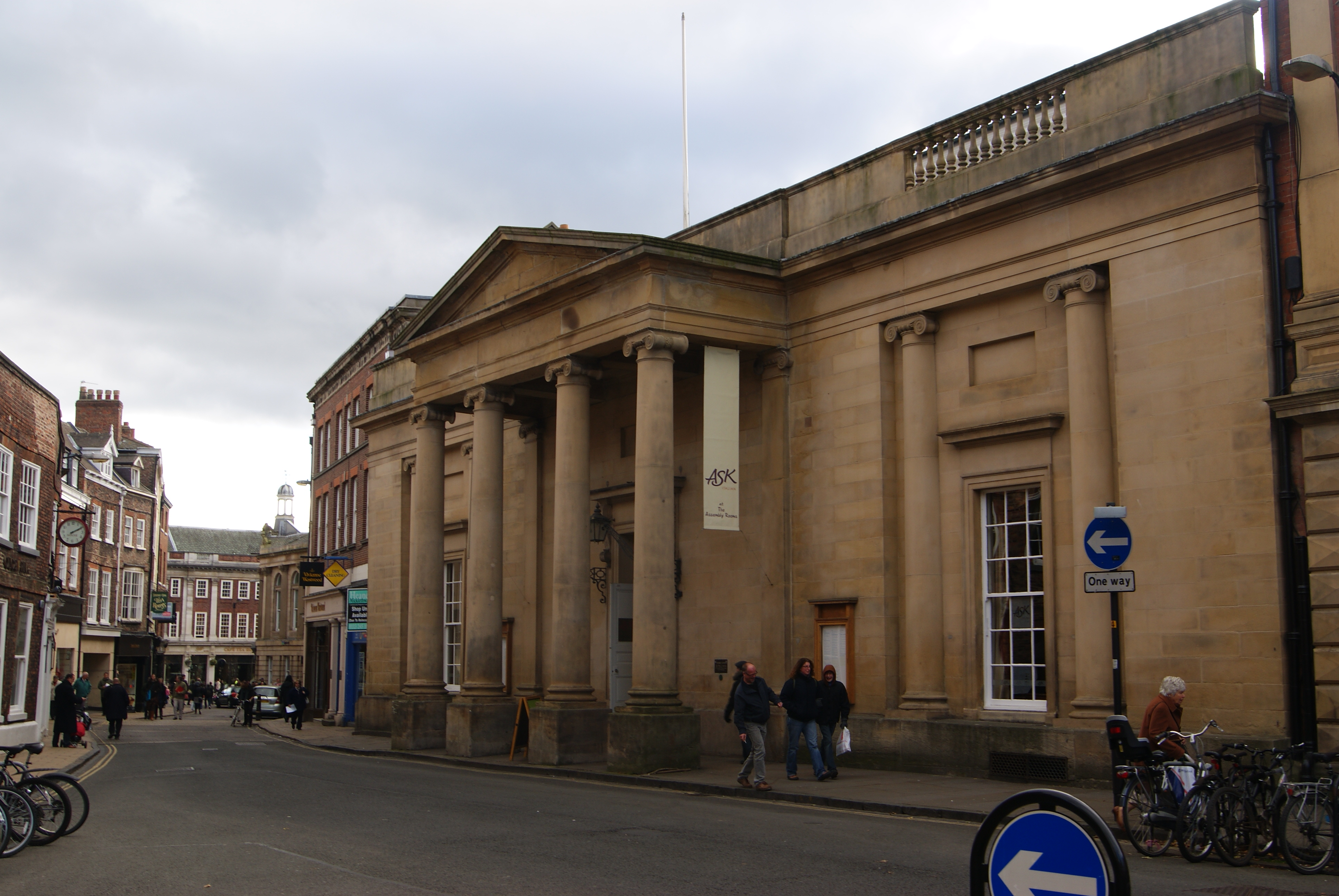
York Assembly Rooms

As salas de reuniões de York, construídas no século XVIII, encontram-se em York, na Inglaterra, originalmente usadas como um lugar para a alta classe e encontros sociais na cidade.
O edifício está situado na Blake Street e é um edifício listado como Grau I. Foi projectado por Lord Burlington.